# Aderus bottegoi
Aderus bottegoi é uma espécie de inseto besouro da família Aderidae. Foi descrita cientificamente por Maurice Pic em 1905.

## Distribuição geográfica
Habita em Etiópia.